# Bełcze (województwo lubuskie)
Bełcze – wieś w Polsce położona w województwie lubuskim, w powiecie zielonogórskim, w gminie Bojadła.
| SIMC    | Nazwa    | Rodzaj     |
| ------- | -------- | ---------- |
| 0908001 | Sosnówka | przysiółek |

W latach 1975–1998 miejscowość administracyjnie należała do województwa zielonogórskiego.

## Demografia
Liczba mieszkańców miejscowości w poszczególnych latach:
| Rok  | Ilość mieszkańców |
| ---- | ----------------- |
| 2002 | 215               |
| 2009 | 215               |
| 2011 | 287               |
| 2021 | 235               |